# Pregătit pentru a ucide (film din 1941)
Pregătit pentru a ucide (titlu original: Dressed to Kill) este un film american polițist de mister din 1941 regizat de  Eugene J. Forde. În rolurile principale joacă actorii Lloyd Nolan, Mary Beth Hughes, Sheila Ryan și William Demarest. Scenariul, scris de Brett Halliday, Manning O'Conner și Stanley Ruth, este bazat pe romanul "Death Takes no Bows" de Richard Burke.

## Prezentare
Detectivul Michael Shayne (Nolan) și prietena sa Joanne (Hughes) sunt pe cale de a se căsători atunci când un țipăt dintr-o cameră de hotel din apropiere le atrage atenția asupra unor crime.

## Distribuție
- Lloyd Nolan - Michael Shayne
- Mary Beth Hughes - Joanne La Marr
- Sheila Ryan - Connie Earle
- William Demarest - Inspector Pierson
- Virginia Brissac - Lynne Evans, sau Emily, servitoare
- Milton Parsons - Max Allaron
- Erwin Kalser - Otto Kahn/Carlo Ralph
- Henry Daniell - Julian Davis
- Charles Arnt - Hal Brennon
- Charles Trowbridge - David Earle

## Vezi și
- Dressed to Kill (film din 1980) (Pregătit pentru a ucide)
- Dressed to Kill (film din 1946) (Sherlock Holmes - Preludiu la crimă)
- Listă de filme în genul mister din anii 1940